# Халлерфорден, Дитер
Дитер Юрген «Диди» Халлерфорден (нем. Dieter Jurgen «Didi» Hallervorden; род. 5 сентября 1935 года, Дессау, Анхальт, Германия) — немецкий актёр театра и кино, актёр кабаре, комик, сценарист, режиссёр, а также певец.

## Биография
Дитер Халлерфорден родился в семье медсестры и инженера. У него также есть 2 сестры. Дед Дитера был архитектором. Во время Второй мировой войны Дитер жил в Кведлинбурге. После войны вернулся в родной город, где в 1953 году получил свой аттестат зрелости.
Поступив в Берлинский университет имени Гумбольдта, Дитер Халлерфорден начал изучать романистику. Там же он познакомился с филологом Виктором Клемперером. В 1958 году по политическим проблемам Дитер был вынужден отправиться в Западный Берлин, где он поступил в Свободный университет Берлина. Здесь он изучал журналистику и театроведение.
Во время учёбы Дитер также подрабатывал разнорабочим. В 1960 году основал театр-кабаре «Die Wühlmäuse», руководителем которого является и по сей день.
В 1966 году Дитер Халлерфорден был арестован. В газете «Bild» было отмечено, что арестован Дитер по подозрению в убийстве проститутки. Но вскоре Халлерфорден был оправдан и вышел на свободу.
Уже много лет работает как в кино, так и в театре. В основном, играл и играет комические роли, хотя обращался в своих работах к жанру драмы. Наиболее известные фильмы Дитера Халлерфордена: «Тысяча глаз доктора Мабузе» (дебют в кино), «Что?», «Астерикс и викинги», «Полтора рыцаря: В поисках похищенной принцессы Херцелинды», «Девушка и смерть», «Кот Гром и заколдованный дом», а также сериал «Линденштрассе».
У Дитера Халлерфордена четверо детей: сыновья — Дитер младший и Йоханнес, дочери — Натали и Лаура. Бывшая жена Дитера — Ротрауд Шиндлер — тоже актриса. Дитер Халлерфорден живёт в Берлине и на острове близ региона Бретань.
В начале 2020 года Дитер принял участие во 2 сезоне музыкального телепроекта Певец в Маске в маске Хамелеона. Выбыл в 5 выпуске за шаг до финала и занял 5-е место.

## Политические предпочтения
В прошлом столетии Дитер Халлерфорден выступал в качестве представителя либеральной кампании. В 2015 году прилюдно высказал лозунг: «Und morgen führe ich die Romy heim ins Reich». Дитер подвергся жёстким обвинениям и позже в прессе сообщил, что этим самым хотел напомнить историю взаимоотношений Германии и Австрии до Второй мировой войны и после неё. Дитер Халлерфорден подчеркнул, что он против экстремизма, национализма, фашизма и прочих убеждений.

## Дискография
Ещё в 70-х годах прошлого столетия Дитер Халлерфорден начал исполнять песни. За столько лет у Дитера собралось их целое множество. Вот некоторые из песен:
- 1976: Mit dem Gesicht…
- 1977: Ich bin der schönste Mann in unserer Mietskaserne
- 1978: Fatima — Heut’ ist Ramadan
- 1979: Ich bin der Asphalt-Cowboy von Dortmund-Aplerbeck
- 1980: Tango zu dritt
- 1980: Super Dudler
- 1981: Ach du lieber Harry
- 1982: Der Würger vom Finanzamt
- 1982: Wo ist mein Toupet?
- 1983: Die geheimen Tagebücher von E.T.
- 1984: Didi der Doppelgänger
- 2015: Ihr macht mir Mut (in dieser Zeit).

По желанию Дитера Халлерфордена денежные средства, полученные с песни «Ihr macht mir Mut», будут направлены на благотворительную помощь беженцам.

## Награды
- 1981: премия «Бэмби»
- 1996: премия «Телестар» за лучшую развлекательную презентацию
- 2009: премия «Берлинский медведь»
- 2009: «Премия Штайгер»
- 2009: премия «Золотой занавес» за большой вклад в развитие театра
- 2012: Орден «За заслуги перед землёй Берлин»[10]
- 2014: премия «Deutscher Filmpreis» за лучшую мужскую роль
- 2015: «Премия Эрнста Любича»
- 2015: премия «Роми» в Австрии